# Lądowisko Lublin-SPZOZ MSW
Lądowisko Lublin-SPZOZ MSW – lądowisko sanitarne w Lublinie, w województwie lubelskim, położone przy ul. Grenadierów 3. Przeznaczone jest do wykonywania startów i lądowań śmigłowców sanitarnych i ratowniczych w dzień i w nocy o dopuszczalnej masie startowej do 5700 kg. 
Zarządzającym lądowiskiem jest Samodzielny Publiczny Zakład Opieki Zdrowotnej Ministerstwa Spraw Wewnętrznych w Lublinie. W roku 2013 zostało wpisane do ewidencji lądowisk Urzędu Lotnictwa Cywilnego pod numerem 222